# Eder (Name)
Eder ist ein spanischer männlicher Vorname baskischer Herkunft mit der Bedeutung „gutaussehend“, „schön“; die portugiesische Form des Namens ist Éder.
Außerdem ist Eder in Deutschland und Österreich ein gebräuchlicher Familienname mit der Bedeutung „bei einer Öde, am Ödland lebend“.

## Namensträger

### Vorname
- Eder Sánchez (* 1986), mexikanischer Leichtathlet
- Éder (Fußballspieler, 1986) (Éder Citadin Martins; * 1986), brasilianisch-italienischer Fußballspieler
- Éder (Fußballspieler, 1987) (Éderzito António Macedo Lopes; * 1987), portugiesisch-guinea-bissauischer Fußballspieler
- Éder Aleixo (* 1957), brasilianischer Fußballspieler
- Éder Bonfim (* 1981), brasilianischer Fußballspieler
- Éder Jofre (1936–2022), brasilianischer Boxer
- Éder Lima (Fußballspieler, 1986) (Éder Lima dos Santos; * 1986), brasilianischer Fußballspieler
- Éder Lima (Fußballspieler, 1987) (Éder Luiz Lima de Souza * 1987), brasilianischer Fußballspieler
- Éder Luís (* 1985), brasilianischer Fußballspieler

### A
- Alex Eder (* 1983), deutscher Kommunalpolitiker (Freie Wähler Unterallgäu)
- Alexander Eder (* 1998), österreichischer Singer-Songwriter
- Alfred Eder (Ingenieur) (* vor 1949), deutscher Ingenieur und Hochschullehrer
- Alfred Eder (* 1953), österreichischer Biathlet und Biathlontrainer
- Andrea Eder-Gitschthaler (* 1961), österreichische Politikerin
- Andreas Eder (Psychologe) (* 1974), deutscher Psychologe und Hochschullehrer
- Andreas Eder (* 1996), deutscher Eishockeyspieler
- Andreas Eder von Kainbach (1576–1652), österreichischer Hofbeamter
- Anna Eder (* 1950), deutsche Politikerin (CSU)
- Anselm Eder (* 1947), österreichischer Soziologe
- Anton Eder (Politiker, † 1891) († 1891), deutscher Politiker und Mitglied in der Bayerischen Abgeordnetenkammer
- Anton Eder (Politiker, 1843) (1843–nach 1893), deutscher Schmied und Politiker (Zentrum)
- Anton Eder (Politiker, 1868) (1868–1952), österreichischer Politiker, Bürgermeister von Innsbruck
- Anton Eder (Politiker, 1924) (1924–2004), österreichischer Politiker (ÖVP)
- Anton Eder (Fußballspieler) (* 1959), österreichischer Fußballspieler
- August Eder (* 1930), deutscher Politiker, Mitglied des Landes- und Bundesvorstands des BdD

### B
- Barbara Eder (Agraringenieurin) (* 1967), österreichische Agraringenieurin
- Barbara Eder (Regisseurin) (* 1976), österreichische Regisseurin und Drehbuchautorin
- Benjamin Eder (* 1980), österreichischer Biathlet
- Bernd Eder (* 1942), österreichischer Fußballspieler
- Bernhard Eder (Maler) (* 1942), deutscher Maler
- Bernhard Eder (Musiker) (* 1975), österreichischer Sänger, Musiker und Komponist
- Bernhard Eder (* 1984), österreichischer Biathlet und Skilangläufer
- Bianca Eder (* 1981), deutsche Fußballspielerin
- Birgitta Eder (* 1962), österreichische Althistorikerin, Klassische Archäologin und Mykenologin
- Bruno Eder (1891–1973), österreichischer Politiker (SPÖ), Salzburger Landtagsabgeordneter

### C
- Carl Eder (1892–1965), Schweizer Politiker, Nationalrat und thurgauischer Kantonsrat
- Carsten Eder (* 1978), deutscher Filmeditor
- Christian Eder (* 1964), österreichischer Maler
- Christine Eder (* 1976), österreichische Theaterregisseurin
- Christoph Eder (* 1987), deutscher Filmregisseur und Autor
- Claudia Eder (* 1948), deutsche Sängerin

### E
- Edwin Eder (* 1927), österreichischer Maler und Bildhauer
- Ekkehard Eder (* 1965), deutscher Archivar und Historiker
- Elfriede Eder (* 1970), österreichisch-grenadische Skirennläuferin
- Elke Eder-Hippler (* 1958), deutsche Politikerin (SPD)
- Erich Eder (General) (* 1933), österreichischer Kommandant der Landesverteidigungsakademie 1990–1996
- Erich Eder (Biologe) (* 1965), österreichischer Assistenzprofessor
- Erich Eder de Lastra (* 1933), österreichischer Komponist
- Ernst Eder (* 1941), österreichischer Gehörlosen-Skisportler
- Ernst Gerhard Eder (* 1956), österreichischer Kulturwissenschaftler

### F
- Fabian Eder (* 1963), österreichischer Regisseur, Kameramann und Autor
- Felix von Eder (1856–1942), deutscher General der Infanterie
- Franz Eder (Verbandsfunktionär) (1920–1999), österreichischer Verbandsfunktionär und Politiker (ÖVP)
- Franz Eder (Skispringer), deutscher Skispringer
- Franz Eder (Karikaturist) (* 1942),  deutscher Karikaturist und Illustrator
- Franz Eder (Bodybuilder) (* 1944), deutscher Bodybuilder
- Franz Eder (Fußballspieler) (* 1953), österreichischer Fußballspieler
- Franz Albert Eder (1818–1890), österreichischer Geistlicher, Erzbischof von Salzburg
- Franz Wolfgang Eder (* 1942), deutscher Geologe, siehe Wolfgang Eder (Geologe)
- Franz X. Eder (* 1958), österreichischer Historiker
- Franz Xaver Eder (Physiker) (1914–2009), deutscher Physiker
- Franz Xaver Eder (Bischof) (1925–2013), deutscher Geistlicher, Bischof von Passau
- Fritz Eder (1922–2007), deutscher Unternehmer, siehe Eder & Heylands Brauerei

### G
- Georg Eder (Reichshofrat) (1523–1587), österreichischer Jurist und Historiker
- Georg Eder (Maler) (1875–1975), deutscher Maler
- Georg Eder (Erzbischof) (1928–2015), österreichischer katholischer Geistlicher, Erzbischof von Salzburg
- Gerhard Eder (1951–2015), österreichischer Kulturmanager
- Gernot Eder (Physiker) (1929–2000), österreichischer Physiker
- Gernot Eder (Sportschütze) (* 1965), deutscher Sportschütze
- Gottfried Eder (1937–2014), österreichischer Mönch und Priester
- Gustav Eder (Politiker) (1861–1909), österreichischer Politiker
- Gustav Eder (Boxer) (1907–1992), deutscher Boxer und Gastronom
- Gustav Eder (1934–2022), deutscher Fußballspieler und -trainer, siehe Hans Eder (Fußballspieler)

### H
- Hannes Eder (Tongestalter), österreichischer Tongestalter
- Hannes Eder (Manager) (* 1967), österreichischer Musiker und Manager
- Hannes Eder (Fußballspieler) (* 1983), österreichischer Fußballspieler
- Hans Eder (Politiker) (Johann Eder, auch Johann Ederer oder Hans Ederer; 1880–1966), deutscher Politiker (BBB, CSU)
- Hans Eder (Maler) (1883–1955), rumäniendeutscher Maler
- Hans Eder (Bischof) (1890–1944), österreichischer Geistlicher
- Hans Eder (Skisportler) (1927–2008), österreichischer Skisportler
- Hans Eder (Fußballspieler) (1934–2022), deutscher Fußballspieler
- Hans-Karl Eder (* 1950), deutscher Mathematiker und Pädagoge
- Harald Eder (* 1965), österreichischer Fußballspieler und -trainer
- Heike Eder (* 1988), österreichische Behindertensportlerin im Bereich Ski Alpin
- Heinrich Eder (Architekt) (1859–1939), siebenbürgischer Architekt
- Heinrich Eder (* 1967), österreichischer Bildhauer und Objektkünstler
- Heinz Eder (Tiermediziner) (1925–2018), deutscher Tiermediziner, Veterinärphysiologe und Hochschullehrer
- Heinz Eder (Modellbauer) (* 1945), deutscher Physiker und Modellbauer
- Heinz Eder (Maler) (* 1945), deutscher Maler und Zeichner
- Helmut Eder (1916–2005), österreichischer Komponist
- Hermann Eder (1879–1953), deutscher Polizeibeamter
- Hermann Eder (Politiker) (1887–1970), deutscher Politiker (SPD, USPD, KPD) (1933 im KZ Esterwegen)

### I
- Ignaz Eder (* vor 1897), österreichischer Politiker, Salzburger Landtagsabgeordneter

### J
- Jakob Eder (Politiker) (1874–1932), deutscher Politiker (SPD)
- Jakob Eder (Fabrikant), deutscher Brauereibesitzer, siehe Eder & Heylands Brauerei
- Jakob Eder (Musiker) (* 1999), österreichischer Komponist, Musiker, Model und Schauspieler
- Jasmin Eder (* 1992), österreichische Fußballspielerin
- Jeanne Eder-Schwyzer (1894–1957), Schweizer Frauenrechtlerin
- Jens Eder (* 1969), deutscher Kommunikations- und Medienwissenschaftler und Hochschullehrer
- Joachim Eder (* 1951), Schweizer Politiker (FDP)
- Joachim Leonz Eder (1772–1848), Schweizer Jurist und Politiker
- Johann Eder (* 1958), österreichischer Informatiker und Hochschullehrer
- Johanna Eder (Kovar-Eder; * 1957), österreichische Paläobotanikerin
- Johannes Eder (* 1979), österreichischer Skilangläufer
- Josef Eder (Jurist) (Pseudonym Sero; 1823–1897), österreichischer Militärjurist
- Josef Eder (Baumeister) (1859–1935), österreichischer Baumeister, Bauhistoriker und Heimatforscher
- Josef Eder (Biologe) (1903–nach 1982), österreichischer Lehrer, Fischerei- und Hydrobiologe
- Josef Eder (Journalist) (1906–1991), österreichisch-deutscher Journalist und Widerstandskämpfer
- Josef Eder (Fußballspieler) (* 1938), österreichischer Fußballspieler
- Josef Eder (Bobfahrer) (* 1942), österreichischer Bobfahrer
- Josef Eder (Schauspieler) (* 1964), deutscher Schauspieler und Tänzer
- Josef Maria Eder (1855–1944), österreichischer Chemiker und Physiker
- Josef Roman Eder (1889–1974), deutscher Landrat
- Josefin Eder (* 1995), deutsche Sportschützin
- Joseph Eder (1760–1835), österreichischer Kunst- und Musikalienhändler
- Josephine Eder (1815–1868), österreichische klassische Pianistin
- Julia Eder (Schauspielerin) (* 1982), deutsche Schauspielerin
- Julia Eder (Skirennläuferin) (* 1997), österreichische Skirennläuferin

### K
- Karl Eder (1889–1961), österreichischer Historiker und Theologe
- Karoline Eder (* 1958), deutsche Richterin am Bundespatentgericht
- Katrin Eder (* 1976), deutsche Politikerin (Bündnis 90/Die Grünen) und Landesministerin
- Klaus Eder (Filmwissenschaftler) (* 1939), deutscher Filmwissenschaftler
- Klaus Eder (Soziologe) (* 1946), deutscher Soziologe
- Klaus Eder (Physiotherapeut) (* 1953), deutscher Physiotherapeut
- Klaus Eder (Ernährungsphysiologe) (* 1964), deutscher Ernährungsphysiologe
- Kurt Eder (* 1946), österreichischer Politiker (SPÖ)

### L
- Leonhard Eder (* 1933), deutscher Bildhauer
- Leopold Eder (1823–1902), österreichischer Komponist
- Lisa Eder (* 2001), österreichische Skispringerin
- Lisa Eder-Held (* 1966), deutsche Regisseurin und Drehbuchautorin
- Liselotte Eder (1922–1993), deutsche Übersetzerin und Schauspielerin

### M
- Manfred Eder (* 1958), deutscher katholischer Theologe und Hochschullehrer
- Manfred Michael Eder (* vor 1954), deutscher Schauspieler, siehe Michael Eder (Schauspieler)
- Mari Eder (* 1987), finnische Biathletin und Skilangläuferin
- Marie Eder (1824–1908), österreichische Opernsängerin (Sopran)
- Martin Eder (* 1968), deutscher Maler
- Martyna Eder (* 1981), deutsche Schauspielerin
- Marvin Eder (1931–2022), US-amerikanischer Bodybuilder
- Matthias Eder (* 1968), deutscher Bildhauer
- Max Eder (1925–1998), deutscher Pathologe und Hochschullehrer
- Maximilian Eder (* um 1960), deutscher Offizier, Rechtsextremist und Verschwörungstheoretiker
- Michael Eder (Maler) (1766–??), deutscher Maler
- Michael Eder (Landrat), deutscher Landrichter und Landrat
- Michael Eder (Schauspieler) (Manfred Michael Eder), deutscher Schauspieler
- Michael Eder (Journalist) (* 1957), deutscher Journalist
- Michael Eder (Sänger) (* 1959), österreichischer Sänger (Bass)
- Michael Eder (Skirennläufer) (* 1961), deutscher Skirennläufer
- Michael Eder (Inlineskater), deutscher Inlineskater
- Michael Eder (Leichtathlet) (* 1977), deutscher Bergläufer
- Moritz Eder (* 2003), österreichischer Fußballspieler

### N
- Natalija Eder (* 1980), belarussisch-österreichische Athletin
- Norbert Eder (1955–2019), deutscher Fußballspieler

### O
- Othmar Eder (* 1955), österreichisch-schweizerischer Maler
- Otto Eder (Bildhauer) (1924–1982), österreichischer Bildhauer
- Otto Anton Eder (1930–2004), österreichischer Regisseur und Schauspieler

### P
- Patrick Eder (* 1990), Schweizer Unihockeyspieler
- Paul Eder (Politiker) (1884–1953), österreichischer Politiker (ÖVP), oberösterreichischer Landtagsabgeordneter
- Paul Eder von Kainbach (vor 1604–1638), österreichischer Adeliger und Oberstleutnant
- Peter Eder (Komponist) (* 1922), österreichischer Beamter und Komponist
- Peter Eder (Fotograf) (* 1950), österreichischer Architekt und Architekturfotograf
- Peter Eder (Verbandsfunktionär) (* 1969), österreichischer Verbandsfunktionär und Politiker
- Peter Joseph Aloys Eder (1792–nach 1857), deutscher Jurist und Politiker der Freien Stadt Frankfurt
- Philipp Eder (* 1968), Brigadier des Österreichischen Bundesheeres

### R
- Richard Eder (Journalist) (1932–2014), US-amerikanischer Journalist, Theater-, Literatur- und Filmkritiker
- Richard Eder (Galerist) (* 1940), österreichischer Galerist
- Robert Eder (Volkskundler) (1848–1918), österreichischer Heimatforscher und Ornithologe
- Robert Eder (Pharmazeut) (1885–1944), Schweizer Pharmazeut und Hochschullehrer
- Robert Eder (Schauspieler) (* 1961), deutscher Schauspieler
- Robert Eder (Künstler) (* 1964), österreichischer Maler und Autor
- Robert Eder-Bodmer (1909–1993), Schweizer Maler
- Robin Eder (* 1994), deutscher Fußballtrainer
- Rudolf Eder (Fußballspieler) (* 1930), deutscher Fußballspieler
- Rudolf Eder (Politiker) (1934–2020), österreichischer Politiker (FPÖ), Salzburger Landtagsabgeordneter
- Rudolf Eder (Volkswirt) (* 1934), österreichischer Volkswirt und Hochschullehrer
- Ruth Eder (* 1947), deutsche Schriftstellerin und Journalistin

### S
- Sebastian Eder (* 1955), österreichischer Politiker (ÖVP)
- Simon Eder (* 1983), österreichischer Biathlet
- Simone Eder (* 1974), österreichische Rennrodlerin
- Stefan Eder (* 1981), österreichischer Springreiter
- Steffen Eder (* 1997), deutscher Fußballspieler
- Sylvia Eder (* 1965), österreichische Skirennläuferin

### T
- Theodor Eder (* 1939), österreichischer Ingenieur und Unternehmer
- Thomas Eder (Benediktiner) († 1606), österreichischer Benediktiner und Abt von St. Lambrecht
- Thomas Eder (Literaturwissenschaftler) (* 1968), österreichischer Literaturwissenschaftler
- Thomas Eder (Fußballspieler, 1969) (* 1969), österreichischer Fußballspieler
- Thomas Eder (Fußballspieler, 1980) (* 1980), österreichischer Fußballspieler
- Thomas Eder von Kainbach († 1661), österreichischer Zahlmeister
- Timo Eder (* 2005), deutscher Turner
- Tobias Eder (Künstler) (* 1966), deutscher bildender Künstler
- Tobias Eder (Eishockeyspieler) (1998–2025), deutscher Eishockeyspieler
- Traudl Eder (* 1941), österreichische Skirennläuferin

### U
- Ulla Eder Dydo (1925–2017), Schweizer Autorin, Redakteurin und Gertrude-Stein-Expertin

### W
- Walter Eder (1941–2009), deutscher Althistoriker
- Wilhelm Eder (Buchdrucker) († 1660), deutscher Buchdrucker
- Wilhelm Eder (Abt) (1780–1866), österreichischer Priester
- Wilhelm Eder (Geologe) (1889–1955), deutscher Geologe
- Wolfgang Eder (Mönch) (1641–1703), deutscher Augustinereremit und Schriftsteller
- Wolfgang Eder (Geologe) (Franz Wolfgang Eder; * 1942), deutscher Geologe
- Wolfgang Eder (Manager) (* 1952), österreichischer Manager
- Wolfgang Eder (Reiter) (* 1957), österreichischer Reiter, Oberbereiter der Spanischen Hofreitschule
- Wolfgang Eder (Fußballspieler) (* 1976), österreichischer Fußballspieler

### Kunstfigur
- Franz Eder, Schreinermeister aus Meister Eder und sein Pumuckl, deutsche Hörspiel-, Buch- und Fernsehserie